# Myoleja sinensis
Myoleja sinensis är en tvåvingeart som först beskrevs av Zia 1937.  Myoleja sinensis ingår i släktet Myoleja och familjen borrflugor. Inga underarter finns listade i Catalogue of Life.